# Świerząbek gajowy
Świerząbek gajowy, świerząbek zwisły (Chaerophyllum temulum L.) – gatunek rośliny dwuletniej z rodziny selerowatych. Występuje w Europie, Północnej Afryce, Zachodniej Azji. W Polsce rośnie w lasach, zaroślach oraz na siedliskach ruderalnych, na całym niżu i w górach.

## Morfologia

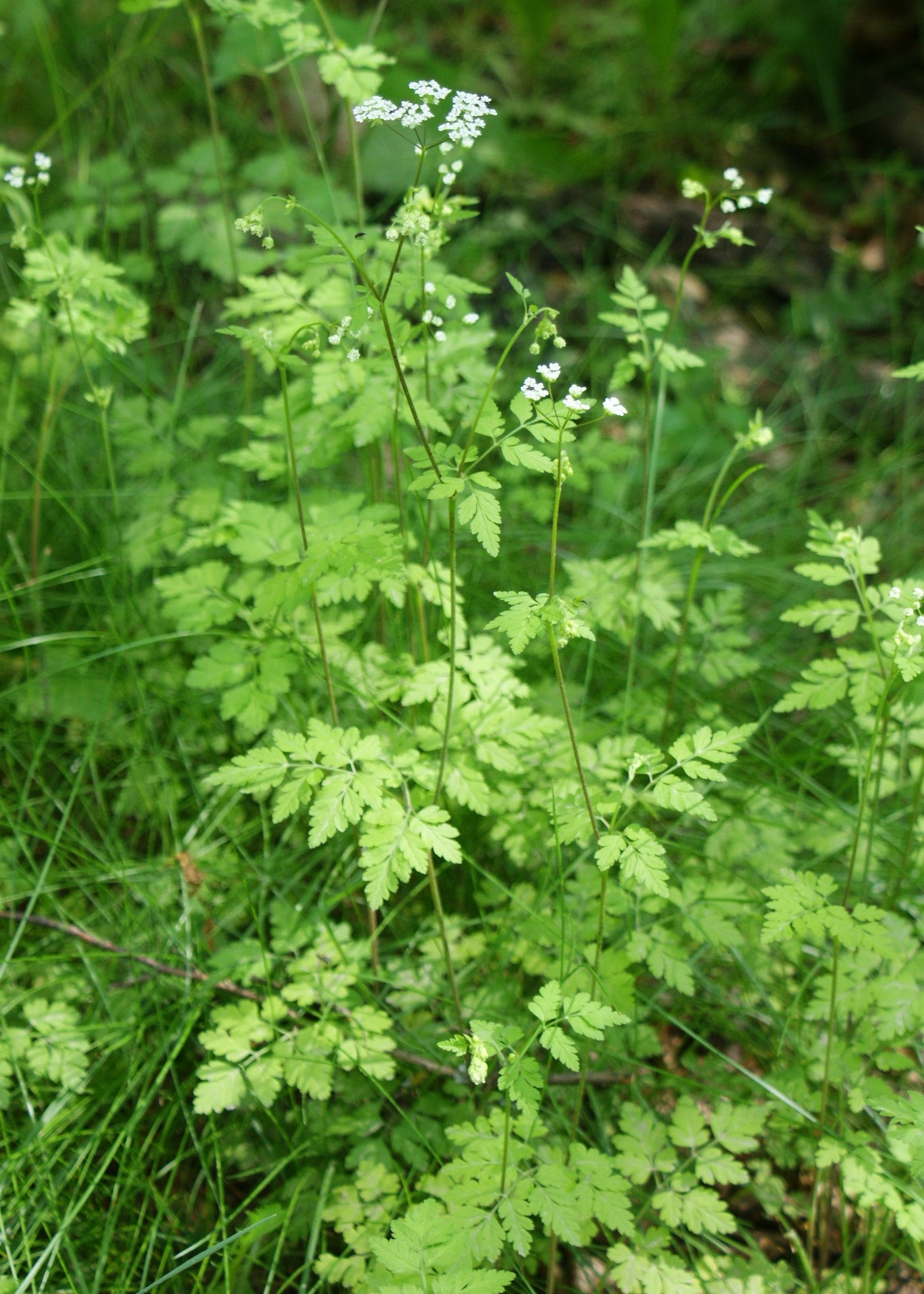
Pokrój

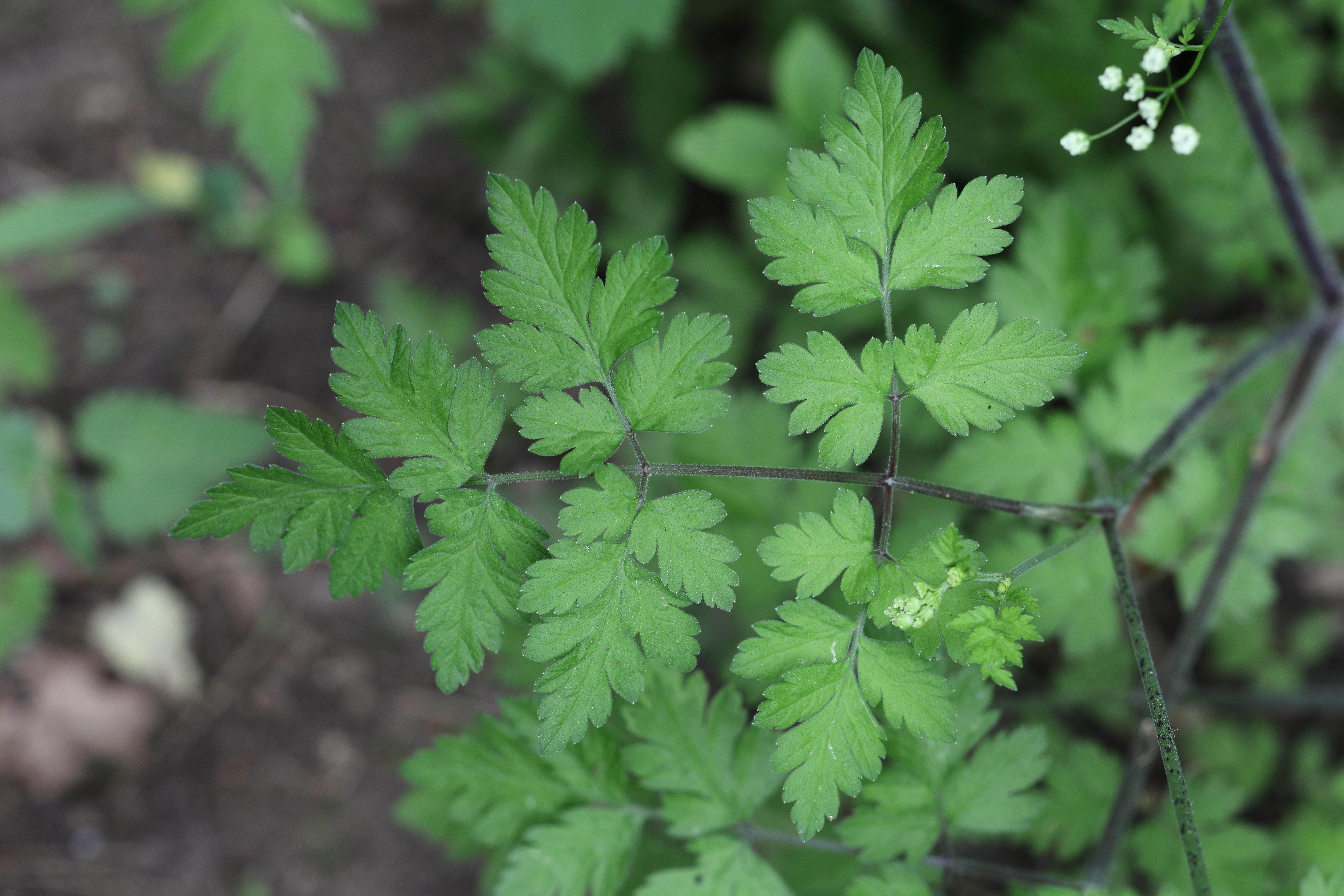
Liść

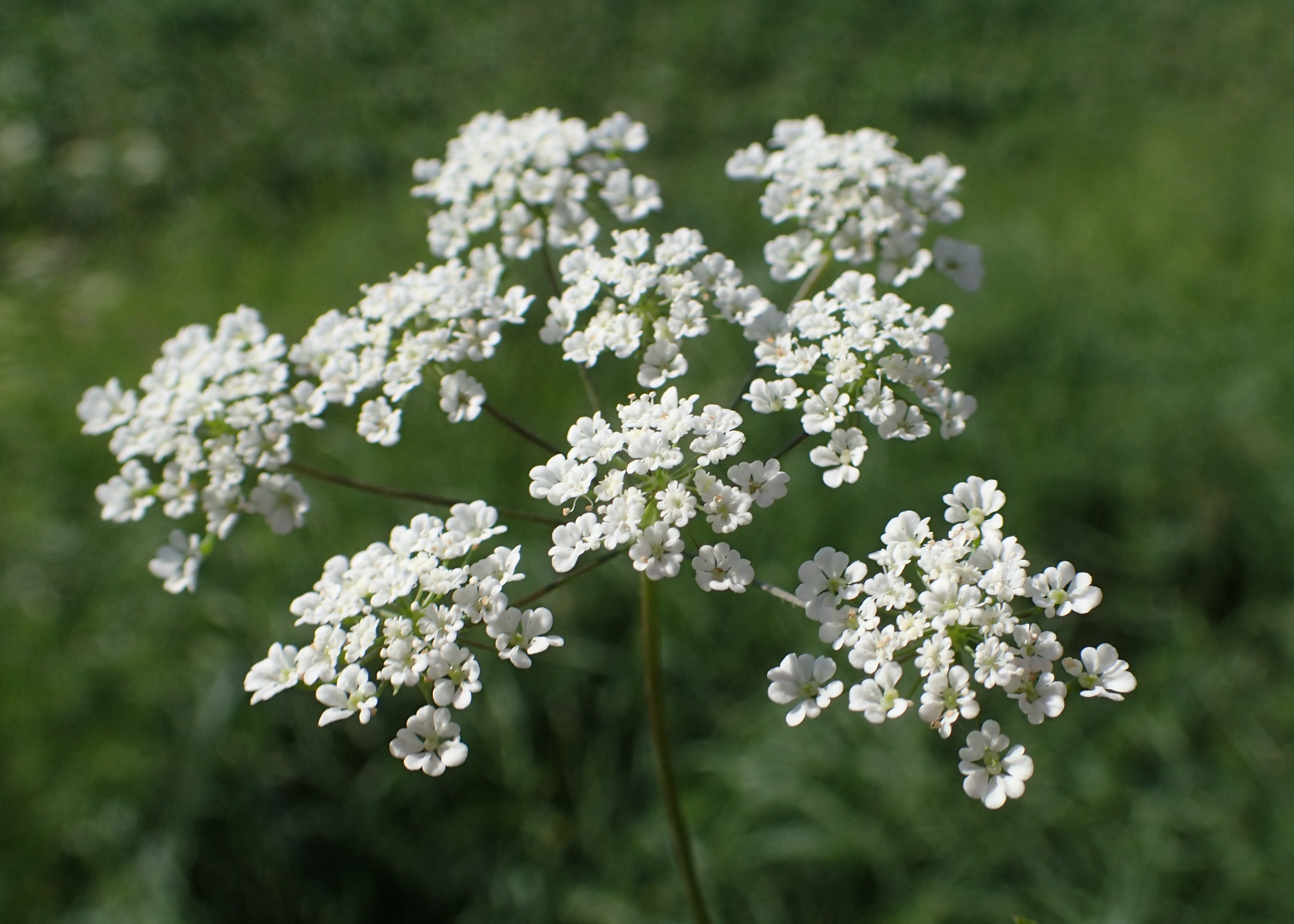
Kwiatostan

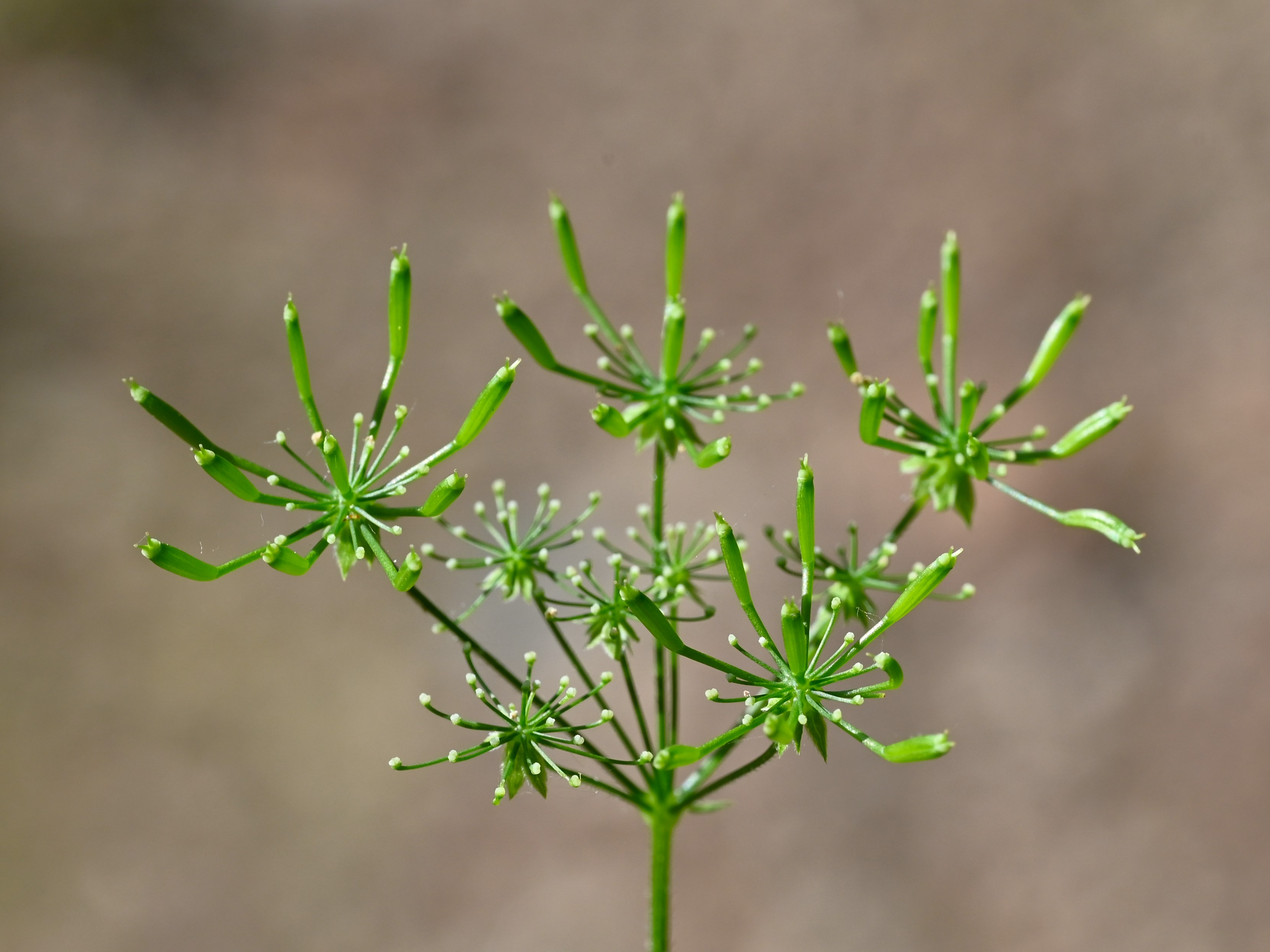
Owoce

ŁodygaPusta w środku, pionowo rosnąca do wysokości 80 cm. Upstrzona czerwonymi plamami, pod węzłami zgrubiała.
LiścieSkrętoległe, 2–3-krotnie pierzaste, szorstko owłosione, szarawe.
KwiatyCzysto białe, licznie zebrane w baldachy na wierzchołkach łodyg. Kwitnie od maja do lipca.
OwoceNagie, długości 5–7 mm.

## Biologia i ekologia
Rośnie w żyznych lasach liściastych i nitrofilnych okrajkach – jest gatunkiem charakterystycznym dla grądu środkowoeuropejskiego Galio-Carpinetum i zespołu Alliario-Chaerophylletum temuli. Częsty jest w zaroślach i zbiorowiskach chwastów przy płotach i na rumowiskach. Zawiera substancje trujące, a jego sok działa drażniąco na skórę. Po spożyciu wywołuje stany zapalne żołądka i jelit. W ciężkich przypadkach dochodzi do zaburzeń w poruszaniu się i do paraliżu.